# Relations entre les Comores et l'Union européenne
Les relations entre les Comores et l’Union européenne remontent à 1958 avec la mise en place du 1er Fonds européen de développement. Les différents Fonds européens de développement se sont concentrés sur les questions d'infrastructures et de communications, de développement rural et de pêche, des microprojets et d'appui aux secteurs sociaux.

## Sources

## Compléments